# Ilse Jahn
Ilse Jahn (* 2. Februar 1922 in Chemnitz, geborene Trommer; † 8. Mai 2010 in Berlin) war eine deutsche Biologin und Museologin.

## Leben
Ilse Trommer studierte von 1941 bis 1942 Biologie. 1942 heiratete sie Wilhelm Jahn; 1943 wurde Tochter Isolde geboren. Ihr Mann starb im April 1945 in Russland.
Nach der Geburt ihrer Tochter arbeitete sie zunächst als Kunstmalerin in Chemnitz. Von 1952 bis 1956 führte sie an der Universität Jena ihr Biologiestudium fort und schloss es mit dem Diplom ab. Danach arbeitete sie als Assistentin am Ernst-Haeckel-Haus in Jena. 1963 wurde sie in Jena promoviert. Von 1962 bis 1967 arbeitete sie an der Alexander-von-Humboldt-Briefedition der Deutschen Akademie der Wissenschaften zu Berlin. Von 1967 bis 1982 war sie Kustos am Museum für Naturkunde der Humboldt-Universität zu Berlin; dort habilitierte sie sich 1979 und wurde 1980 Dozentin für Museologie. 1986 wurde sie in die Deutsche Akademie der Naturforscher Leopoldina gewählt.
Jahns Hauptarbeitsgebiet bildete die Geschichte der Biologie. 2002 wurde ihr die Treviranus-Medaille verliehen.

## Schriften (Auswahl)
- Dem Leben auf der Spur. Die biologischen Forschungen Alexander von Humboldts. Leipzig, Jena, Berlin 1969.
- mit R. Löther und K. Senglaub: Geschichte der Biologie. Theorien, Methoden, Institutionen, Kurzbiografien. Gustav Fischer Verlag, Jena 1982.; 3., neu bearbeitete und erweiterte Auflage, Sonderausgabe. Nikol, Hamburg 1985 (Kassel 2004), ISBN 3-937872-01-9.
- Grundzüge der Biologiegeschichte. Gustav Fischer Verlag und UTB, Jena 1990.
- Darwin & Co. Eine Geschichte der Biologie in Portraits / hrsg. von Ilse Jahn und Michael Schmitt. 2 Bände. München: C.H. Beck, 2001. ISBN 3-406-44642-6.
- (mit Hans Querner): Christoph Gottfried Jacobi und die Süßwasserpolypen des Abraham Trembley. Dorothea Kuhn zum 80. Geburtstag. Basilisken-Presse, Marburg an der Lahn 2003.